# Dialog sądowy
Dialog sądowy - powoływanie się przez sędziów w uzasadnieniu wyroków na orzecznictwo  sądów zagranicznych i międzynarodowych trybunałów..
Sądy mają różne preferencje względem stosowania w swoim orzecznictwie odwołań do orzecznictwa trybunałów międzynarodowych i sądów konstytucyjnych innych państw. Podobnie wykorzystują lub nie w swoim orzecznictwie odwołania do konwencji międzynarodowych, np. Karty Praw Podstawowych Unii Europejskiej. Brytyjskie sądy i francuski Conseil d'État niechętnie korzystają z orzecznictwa Europejskiego Trybunału Praw Człowieka. Podobnie sądy w Stanach Zjednoczonych rzadko powołują się na sądy zagraniczne w kontekście praw człowieka.  Z kolei sąd konstytucyjny Republiki Południowej Afryki bardzo chętnie korzysta z orzecznictwa innych sądów konstytucyjnych rozwiązując trudne sprawy.

## Przyczyny dialogu sądowego
Sędziowie wykorzystują orzecznictwo międzynarodowych trybunałów oraz sądów konstytucyjnych innych państw, aby znaleźć sposób rozstrzygnięcia przydzielonej im sprawy. Christopher McCrudden dowiódł, że sędziowie preferują cytowanie orzecznictwa sądu z kraju, którego język znają. Nico Krisch wykazał, że  sędziowie krajowi mogą uznawać rozwiązanie w ich prawie za lepsze niż rozwiązanie w prawie obcym. Przykładem takiej postawy jest niechęć francuskiego Conseil d'État do korzystania z orzecznictwa Europejskiego Trybunału Praw Człowieka. Monika Stachowiak-Kudła wskazała na dodatkowe dwie przyczyny dialogu sądowego: sędzia korzysta z orzecznictwa zagranicznego w celu zakwestionowania zasadności argumentów przedstawionych przez inny sąd, a także dlatego, że zawiera ono opis procedury rozstrzygania danego rodzaju spraw, której nie ma w jego kraju.

## Wady dialogu sądowego
- brak legitymacji demokratycznej takiego działania[8];
- trudności w uchwycenie odrębności myślenia prawnego[9];
- arbitralność w wyborze cytowanych decyzji[10].

## Zalety dialogu sądowego
- pozwala znaleźć sposób na rozstrzygnięcie sprawy;
- rozważenie zagranicznego podejścia sądowego może prowadzić do lepszego zrozumienia poglądów sądu na temat prawa krajowego[11].